# Высокоскоростные железные дороги в Китае

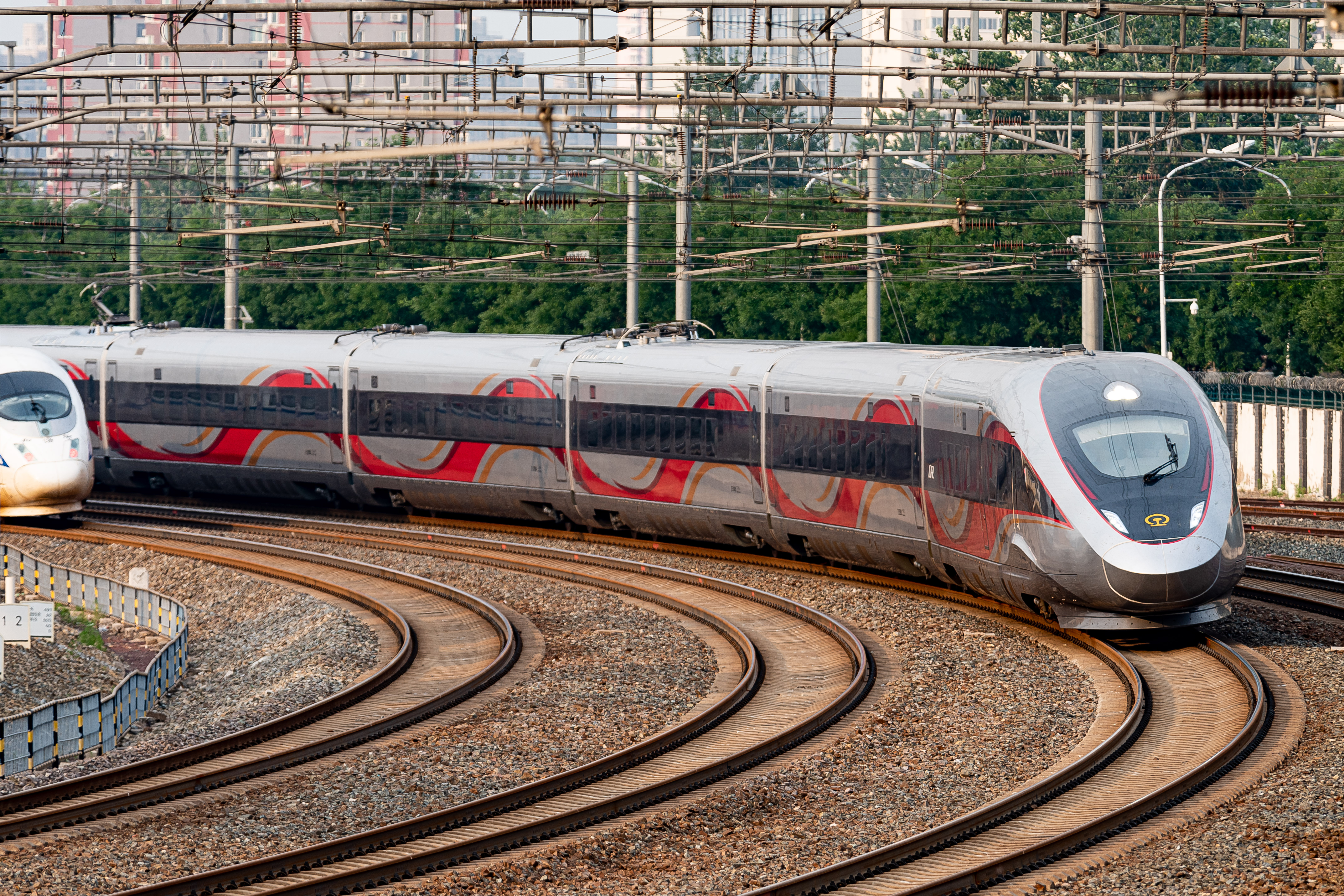
Электропоезд CR400BF-BZ

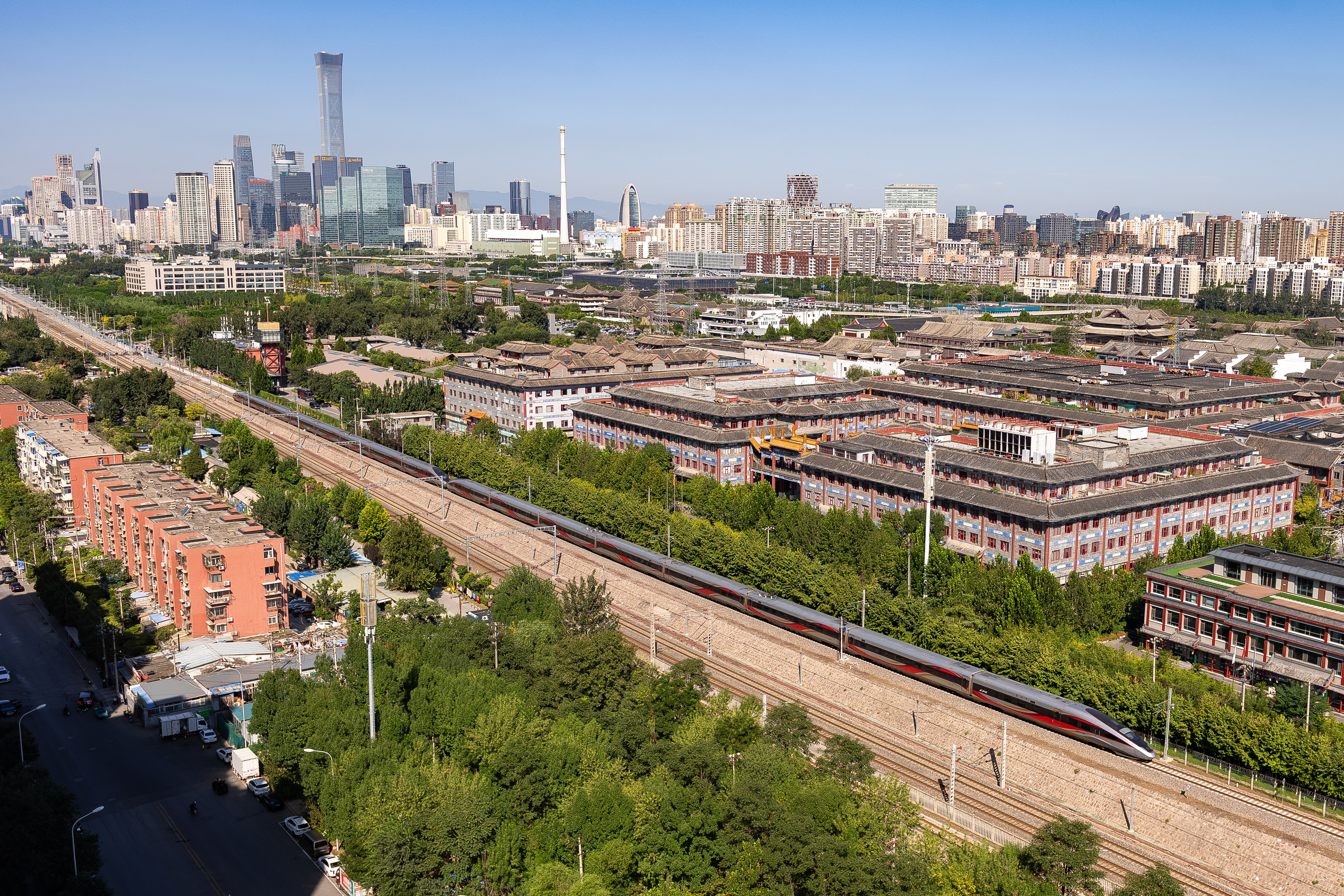
Электропоезд CR400BF-GZ

Скоростные и высокоскоростны́е желе́зные доро́ги Кита́я (中国高速铁路) — все виды коммерческого железнодорожного транспорта Китая, средняя скорость движения которого составляет 200 км/ч или выше. По этому показателю Китай обладает наибольшей в мире сетью скоростных и высокоскоростных железных дорог, превышающей таковые во всех других странах мира, вместе взятых.
Скоростные и высокоскоростные дороги Китая включают: модернизированные обычные железнодорожные линии, новые линии, построенные специально для движения высокоскоростных поездов, а также первые в мире коммерческие линии для движения поездов на магнитной подушке.
К концу 2014 года общая протяжённость ВСМ в КНР составляла более 16000 км (9900 миль), включая участки (длиной 7268 км) с максимальной скоростью движения поездов 350 км/ч и ожидалось, что при поддержке государства и благодаря специальным мерам стимулирования к концу 12-го пятилетнего плана в 2020 году суммарная протяжённость высокоскоростной железнодорожной сети достигнет 18000 км. Фактически к концу 2020 года протяженность сети составила 38000 км. Планируется, что к 2035 году протяженность сети должна достичь 70000 км. 
В технологическом плане организация высокоскоростного железнодорожного сообщения происходит за счет соглашений по передаче технологий от зарекомендовавших себя зарубежных производителей таких как Кавасаки, Бомбардье и Алстом. Перенимая зарубежные технологии, Китай стремится на основе их сделать собственные разработки. Примером является разработка поездов серии CRH-380A, на котором установлен рекорд, для высокоскоростных дорог Китая, около 500 км/ч, произведенных в Китае и развивающих скорость свыше 350 км/ч и с 2010 г. находящихся в регулярной эксплуатации. Также сообщается, что новый поезд Пекин — Шанхай будет разработан китайской компанией Шагун Рейл Виклз.
Предполагается, что высокоскоростное железнодорожное сообщение выйдет за пределы Китая. Планируются ВСМ «Евразия» Пекин — Москва (протяжённостью 7000 км с ориентировочным временем в пути 32 часа, строительство которой ожидается до 2030 года) через Казахстан в центральную часть России и далее в Европу, ВСМ в Монголию и затем в сибирскую часть России, ВСМ в Киргизию и Узбекистан и далее в Иран, Турцию и Европу.

## История
К 1993 г. средняя скорость движения пассажирских поездов в Китае составляла 48 км/ч и продолжала снижаться. Железнодорожный транспорт терял привлекательность для пассажиров, уступая в популярности авиасообщению и автомобильному транспорту. Учитывая это, Министерство железнодорожного транспорта Китая разработало стратегию повышения скорости движения поездов за счёт строительства новых высокоскоростных линий. Практические работы по строительству новой сети высокоскоростного железнодорожного транспорта начались с Девятого Пятилетнего Плана (1996—2000) и продолжаются до сих пор. Реконструкция существующих линий началась чуть раньше строительства обособленных скоростных путей. Перед министерством путей сообщения встала необходимость выбора между поездами на магнитной подушке и классической железной дорогой. Второй вариант посчитали более предпочтительным. Сначала подвижной состав закупался за рубежом. После введения в 2008 году линии Пекин — Тьянцзинь максимальная скорость движения повысилась до 350 км/ч.
Позднее были открыты линии большей протяжённости, такие, как Пекин — Шанхай (более 800 км) и Пекин — Гуанчжоу (более 2000 км, что на момент её открытия было рекордом). Такие расстояния потребовали ввода также спальных скоростных поездов (впервые в мировой практике). Пик развития сети пришёлся на период 2008—2011 годов, когда за счёт дешёвой рабочей силы и импорта технологий удавалось открывать тысячи километров в год. Протяжённость сети превысила суммарную длину ВСМ всех остальных стран. Первоначально строительство велось согласно плану 4+4 (меридиональные+широтные линии). С 2012 года у министерства транспорта возникли некоторые экономические проблемы и усиленные требования к строительству, которые, однако, снизили темпы строительства ненамного, только отложив сдачу некоторых линий на год. Более того, снижение роста экономики Китая только подтолкнуло правительство на увеличение финансирования строительства новых линий из-за их стратегического значения для китайской экономики, которая ввиду замедления столкнётся с дефицитом инвестиций.

### Возрождение интенсивного строительства с 2014 года

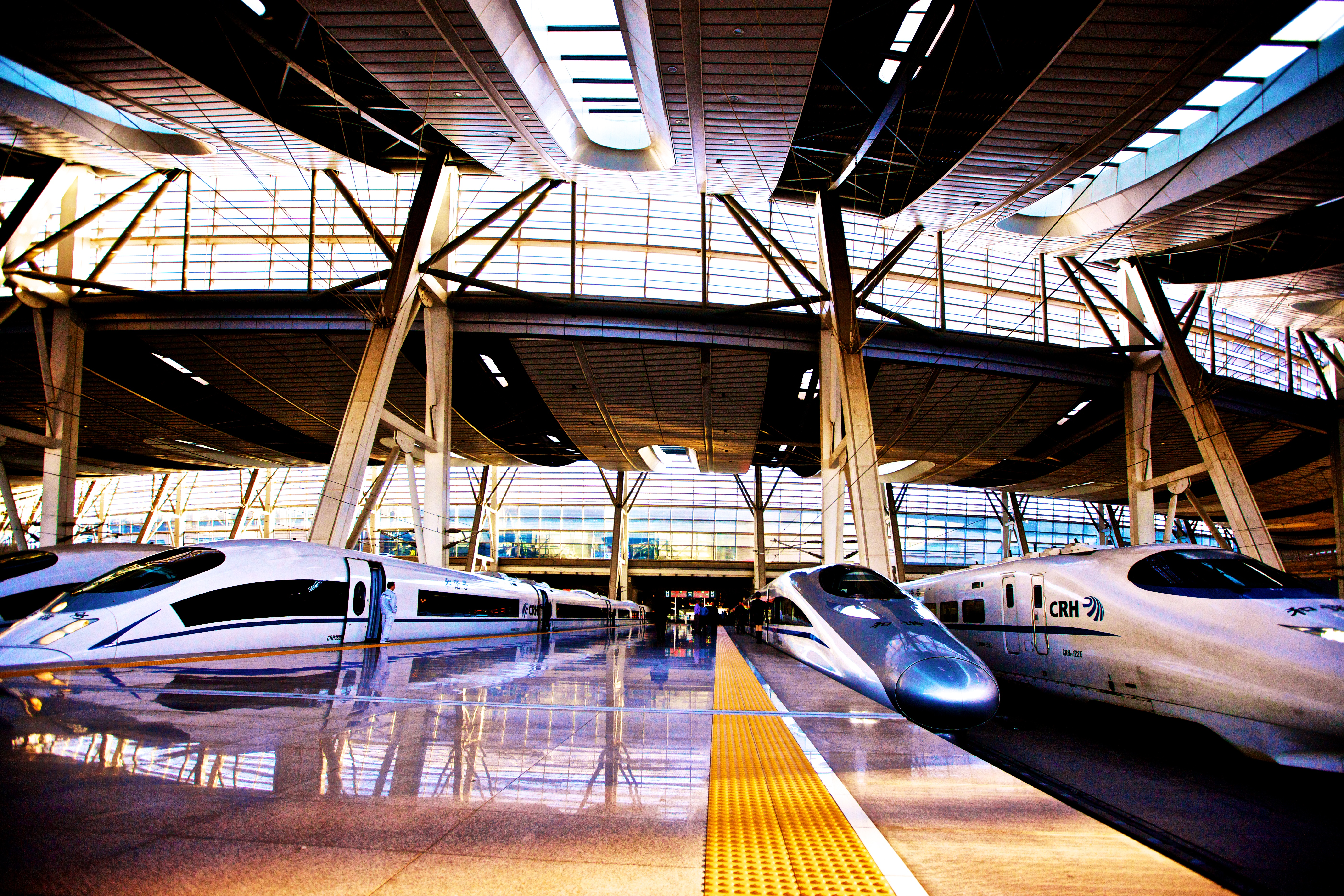
Вокзал Пекин-Южный.

С 2014 расширение высокоскоростной сети снова набрало обороты, были пущены линии Датун — Сиань, Ханчжоу — Чанша, Ланьчжоу — Урумчи, Гуйян — Гуанчжоу, Наннин — Гуанчжоу, линии вокруг метрополии Ухань, Чэнду — Лэшань,, трассы к Циндао и Чжэнчжоу. 28 провинций Китая стали охвачены высокоскоростным транспортом. Число высокоскоростных поездов возросло с 1277 в июне 2014 до 1556 в декабре 2014 года
Вопреки замедлению китайской экономики, стали планироваться уплотняющие трассы Шанцю-Хэфэй-Ханчжоу, Чжэнчжоу-Ваньчжоу, Ляньюньган-Чжэньцзян, Линьи-Цюйфу, Харбин-Муданьцзян, Иньчуань-Сиань, Датун-Чжанцзякоу, и междугородные линии в провинциях Чжэцзян и Цзянси.
Правительство стало активно искать пути экспорта технологии высокоскоростных дорог в такие страны как Мексика, Таиланд, Великобритания, Индия, Россия и Турция. Для улучшения конкурентоспособности с зарубежными производителями поездов власти Китая приняли решения слить корпорации CSR и CNR в Акционерное общество китайских железных дорог (China Railway Rolling Stock Group).
В 2015 году шесть высокоскоростных железных дорог Пекин — Тяньцзин, Шанхай — Нанкин, Пекин — Шанхай, Шанхай — Ханчжоу, Нанкин — Ханчжоу и Гуанчжоу — Шэньчжэнь — Гонконг показали операционную прибыль. Дорога Пекин — Шанхай продемонстрировала сетевую прибыль 6.6 миллиардов юаней
В 2016 году принят новый план 8+8 вместо предыдущего плана 4+4 (который оказался в значительной мере завершённым), в случае его реализации сеть увеличится ещё в 2 раза. Предполагаемая дата выполнения вновь намеченного плана ожидается в 2030 году..

## Сеть

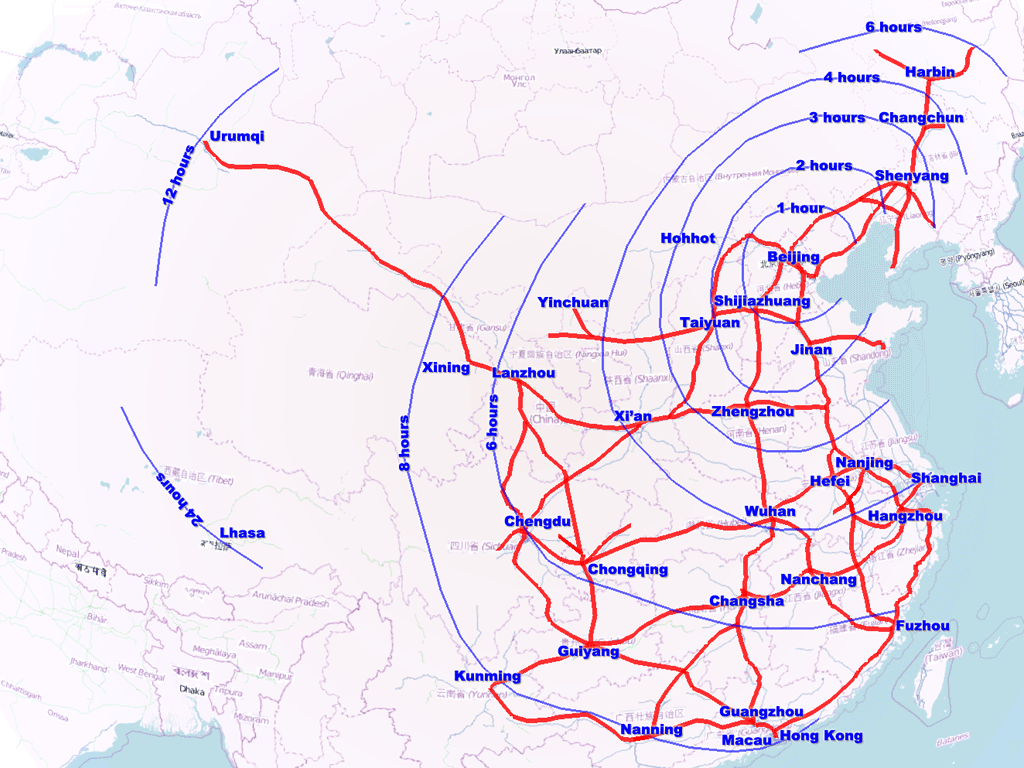
Время проезда от Пекина после реализации проекта

## Понижение скорости
15 апреля 2011 года министр железных дорог Китая Шэн Гуанчжу сообщил, что с 1 июля скорость движения высокоскоростных поездов будет снижена до 300 км/ч, а ранее было 350 км/ч. Многие поезда будут ездить со скоростью 200—250 километров в час. Как подчеркнул министр, у высокоскоростных железных дорог Китая есть три проблемы: долгосрочное планирование, слишком высокие цены на проезд, накопление долгов. Это решение было связано с разбирательством в рамках коррупционного скандала. 
Такое же аналогичное решение ранее принималось после аварии возле Вэньчжоу, которое давно отменено. В настоящее время больше половины новых маршрутов рассчитаны на скорость движения 350 км в час.

## Основные участки сети высокоскоростных железных дорог

### 4 + 4

PDL-линии проекта 8+8

Проект широкомасштабного строительства высокоскоростных железных дорог в своём первоначальном варианте принял форму 4+4. Пассажирские линии (PDL) делятся на две группы по 4 — четыре меридиональных (с севера на юг) и четыре широтных (с востока на запад). Проект дополняется также дополнительными ответвлениями и соединительными линиями, а потом расширяется дополнительными магистралями.
В 2016 году проект был расширен и была утверждена схема уплотнения высокоскоростных дорог 8+8.

#### 4 линии PDL с севера на юг
1. Высокоскоростная пассажирская линия Пекин — Харбин
+ параллельная трасса Тяньцзинь — Шэньян.
2. Пекин-Шанхайская высокоскоростная железная дорога
3. Высокоскоростная пассажирская линия Пекин — Гонконг
4. Прибрежная высокоскоростная пассажирская линия Шанхай - Ханчжоу - Фучжоу - Шэньчжэнь

#### 4 линии PDL с востока на запад
1. Высокоскоростная пассажирская линия Циндао — Тайюань
2. Высокоскоростная пассажирская линия Сюйчжоу — Ланьчжоу
3. Высокоскоростная пассажирская линия Шанхай — Ухань — Чэнду
4. Высокоскоростная пассажирская линия Шанхай — Куньмин

#### Дополнительные основные PDL линии
1. Высокоскоростная пассажирская линия Чэнду — Гуйян — Гуйлинь — Гуанчжоу (кит.)
2. Железнодорожная магистраль Ланьчжоу — Урумчи (англ.)
3. Железнодорожная магистраль Хэфэй — Фучжоу (англ.)

#### Прочие высокоскоростные линии
В планы строительства входят ещё немало скоростных линий.

##### Междугородние линии
- Шанхайский маглев
- Междугородная железная дорога Пекин — Тяньцзинь
- Междугородная железная дорога Наньчан — Цзюцзян
- Междугородная железная дорога Чанчунь — Гирин
- Междугородная железная дорога Шанхай — Нанкин
- Междугородная железная дорога Чэнду — Дуцзянъянь
- Междугородная железная дорога Чунцин — Чэнду
- Многочисленные междугородние линии, многие из которых уже введены в эксплуатацию

##### Расширение основной сети на запад
- Скоростная линия Датун — Тайюань — Сиань
- Скоростная линия Сиань — Чэнду (англ.)
- Скоростная линия Лэшань — Чэнду — Мяньян (кит.)
- Скоростная линия Лэшань — Гуйян (кит.)
- Скоростная линия Чунцин — Гуйян (кит.)

##### Расширение основной сети на юго-востоке
- Скоростная линия Гуанчжоу — Наньнин (кит.)
- Скоростная линия Чанша — Гуйлинь — Наньнин
- Скоростная линия Наньнин — Куньмин
- Скоростная линия Лунъянь — Сямынь (англ.)
- Скоростная линия Наньчан — Путянь — Фучжоу (кит.)

и многие другие линии
В сентябре 2023 года начала работу высокоскоростная линия вдоль западного побережья Тайваньского пролива, соединяющую в т.ч. города Фучжоу и Сямэнь.

### Высокоскоростная пассажирская линия Пекин — Харбин
К этой линии относится как сама трасса от Пекин — Шэньян — Харбин, так и ответвления до города Шэньян — Далянь и соединительная ветка Паньцзинь — Инкоу, отходящая от станции этого ответвления Хайчэн — Западный (перед Инкоу) к городу Паньцзинь, где соединяется с Циньшэньской железной дорогой. Длина линии 1700 км.
- Скоростная железная дорога Пекин — Шэньян (676 км, строительство только возобновилось в марте 2014 и потребует по меньшей мере пять лет [29] )
- Скоростная железная дорога Харбин — Далянь (904 км), открыта 1 декабря 2012 года
- Скоростная железная дорога Паньцзинь — Инкоу (англ), (90 км) открытая в 2013 году

Параллельно этой линии между Пекином и Шэньяном существует другая высокоскоростная трасса Тяньцзинь — Шэньян:
- Скоростная железная дорога Тяньцзинь — Циньхуандао (261 км) — проект задержан из-за санкций Министерства охраны среды и пущен 13 декабря 2013 года.
- Циньшэньская железная дорога (404 км) от Циньхуандао до Шэньяна, первая высокоскоростная дорога, открытая ещё в 2003 году

### Высокоскоростная пассажирская линия Пекин — Гонконг
Эта трасса длиной около 2300 км рассчитана на движение со скоростью 350 км/ч (с 2011 года понижено до 300 км/ч).
- Скоростная железная дорога Пекин — Шицзячжуан 281 км — введена в эксплуатацию в конце 2012 года.
- Скоростная железная дорога Шицзячжуан — Ухань 840 км — введена в эксплуатацию в конце 2012 года, участок Чжэнчжоу — Ухань пущен в конце сентября 2012 года.
- Скоростная железная дорога Ухань — Гуанчжоу 968 км — введена в эксплуатацию
- Скоростная железная дорога Гуанчжоу — Шэньчжэнь — Гонконг 142 км — введена в эксплуатацию часть дороги Гуанчжоу — Шэньчжэнь (102 км) не доходя 14 км до гонконгской границы. Планируется ввод в эксплуатацию туннеля в Гонконг в 2017 году.

### Прибрежная высокоскоростная пассажирская линия Шанхай - Ханчжоу - Фучжоу - Шэньчжэнь

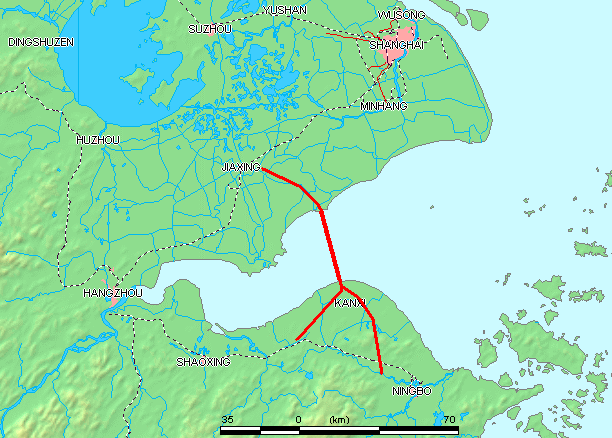
Мост через залив Ханчжоувань

Начальная часть магистрали (до станции Нинбо) рассчитана на высокоскоростные поезда до 350 км/ч. После Нинбо планируемая скорость движения составляет 250 км/ч. До 2020 планируется построить дополнительный железнодорожный мост через залив Ханчжоувань, который позволит проложить железную дорогу прямо от Шанхая до Нинбо минуя Ханчжоу. (англ.)
1. Скоростная железная дорога Шанхай — Ханчжоу (200 км) Пущена в эксплуатацию
2. Скоростная железная дорога Ханчжоу — Нинбо (152 км) с конца июня 2013 года.
3. Скоростная железная дорога Нинбо — Тайчжоу — Вэньчжоу (275 км) Пущена в эксплуатацию.
4. Скоростная железная дорога Вэньчжоу — Фучжоу (298 км) Пущена в эксплуатацию.
5. Скоростная железная дорога Фучжоу — Сямынь (275 км) Пущена в эксплуатацию.
6. Скоростная железная дорога Сямынь — Шэньчжэнь (502 км) Пущена в эксплуатацию в декабре 2013 года.

### Высокоскоростная пассажирская линия Циндао — Тайюань
Железная дорога Циндао — Тайюань состоит из трёх участков, из которых средний ещё не построен. Дорога длиной 870 км рассчитана на скорость движения 250 км/ч.
1. Скоростная железная дорога Циндао — Цзинань (362 км) Пущена в эксплуатацию 21 декабря 2008 года.
2. Скоростная железная дорога Цзинань — Шицзячжуан (319 км). Начало строительства — в 2009 году. Сроки пуска в эксплуатацию — предположительно  2017 год.
3. Скоростная железная дорога Шицзячжуан — Тайюань(189 км) Пущена в эксплуатацию 1 апреля 2009 года.

### Железнодорожная трассаСюйчжоу—Ланьчжоу—Урумчи
Высокоскоростная пассажирская линия Сюйчжоу — Ланьчжоу и продолжающая её магистраль Ланьчжоу — Урумчи рассчитаны на движение со скоростью 350 км/ч (с 2011 года понижено до 300 км/ч).
1. Скоростная железная дорога Чжэнчжоу — Сюйчжоу (362 км) Запущена в 2016 году [30][31]
2. Скоростная железная дорога Чжэнчжоу — Сиань (456 км). Пущена в эксплуатацию.
3. Скоростная железная дорога Сиань — Баоцзи(138 км) Пущена в эксплуатацию 28 декабря 2013 года
4. Скоростная железная дорога Баоцзи — Ланьчжоу (401 км) Планируется в 2017 году.
5. Скоростная железная дорога Ланьчжоу — Урумчи (1776 км) Пущена в декабре 2014 года. В отличие от существующей Лансиньской железной дороги приходит в Чжанъе по другому пути через провинцию Цинхай и город Синин.

### Высокоскоростная пассажирская линия Шанхай — Ухань — Чэнду
Эта трасса длиной около 2000 км через всю страну строится по участкам. На последнем участке дороги от Ичан до Чунцин и от Чунцин до Чэнду предполагается две параллельные трассы, самая быстрая из которых будет введена в эксплуатацию в 2014—2015 годах, а более медленные — раньше.
1. Пекин-Шанхайская высокоскоростная железная дорога обеспечивает участок Шанхай — Нанкин (284 км). Пущена в эксплуатацию.
2. Скоростная железная дорога Хэфэй — Нанкин (156 км). Пущена в эксплуатацию.
3. Скоростная железная дорога Хэфэй — Ухань (359 км). Пущена в эксплуатацию.
4. Скоростная железная дорога Ухань — Ичан (292 км). Пущена в эксплуатацию в 2012 году.
5. Скоростная железная дорога Ичан — Ваньчжоу (377 км). Пущена в эксплуатацию.
6. Междугородная железная дорога Чунцин — Ваньчжоу[англ.] (236 км). Запущена в ноябре 2016 года.
7. Скоростная железная дорога Чунцин — Личуань (244 км) ответвляется от дороги на Ваньчжоу на станции Личуань на 288 км.
8. Железная дорога Чунцин — Суйнин (167 км). Скорость движения в 2012 году повышена до 200 км/ч. Пущена в эксплуатацию.(кит)
9. Скоростная железная дорога Дачжоу — Чэнду (участок 148 км) от Дачжоу через Суйнин.
10. Междугородная железная дорога Чунцин — Чэнду (310 км) (англ). Пущена в эксплуатацию в 2014 году.

### Высокоскоростная пассажирская линия Шанхай — Куньмин
Магистраль Шанхай — Куньмин рассчитана на движение со скоростью 350 км/ч (с 2011 года понижено до 300 км/ч). Длина планируемой магистрали — 2066 км. Пока построена только первая секция до Ханчжоу. Магистраль дублирует существующую низкоскоростную линию.
1. Скоростная железная дорога Шанхай — Ханчжоу (202 км) Пущена в эксплуатацию. Показала скорость движения до 422 км/ч. Наличие этой дороги ставит под сомнение план продлить Шанхайский маглев до Ханчжоу.
2. Скоростная железная дорога Ханчжоу — Чанша (921 км) Пущена в эксплуатацию в декабре 2014 года [32].
3. Скоростная железная дорога Чанша — Куньмин(1167 км) Планировался в 2014 году[33], однако задержалась и строительство закончилось в конце декабря 2016 года..[34]

### Линии за пределы Китая
Высокоскоростная международная линия «Евразия» Пекин — Москва предложена в январе 2015 года и пройдёт через Казахстан и достигнет западной части России, где её маршрут включит в себя реализуемую при участии Китая на базе его технологий и машиностроительной продукции первую в России ВСМ Москва — Казань. Линия пройдёт от Урумчи через Астану. Линия будет иметь протяженность 7 тысяч километров (из которых 3200 км от Пекина по территории Китая уже построено), время следования около 32 часов, стоимость сооружения более 240 млрд.долл.США и впервые будет рассчитана на обращение как пассажирских, так и грузовых контейнерных поездов. Специально для линии предусматриваются новый вокзал в Астане и новые или модернизированные вокзалы в городах России. В перспективе линия будет продлена в Европу.
Также планируются ВСМ в Монголию и затем в Азиатскую часть России, ВСМ в Киргизию и Узбекистан и далее в Иран, Турцию и Европу.

## Финансирование строительства

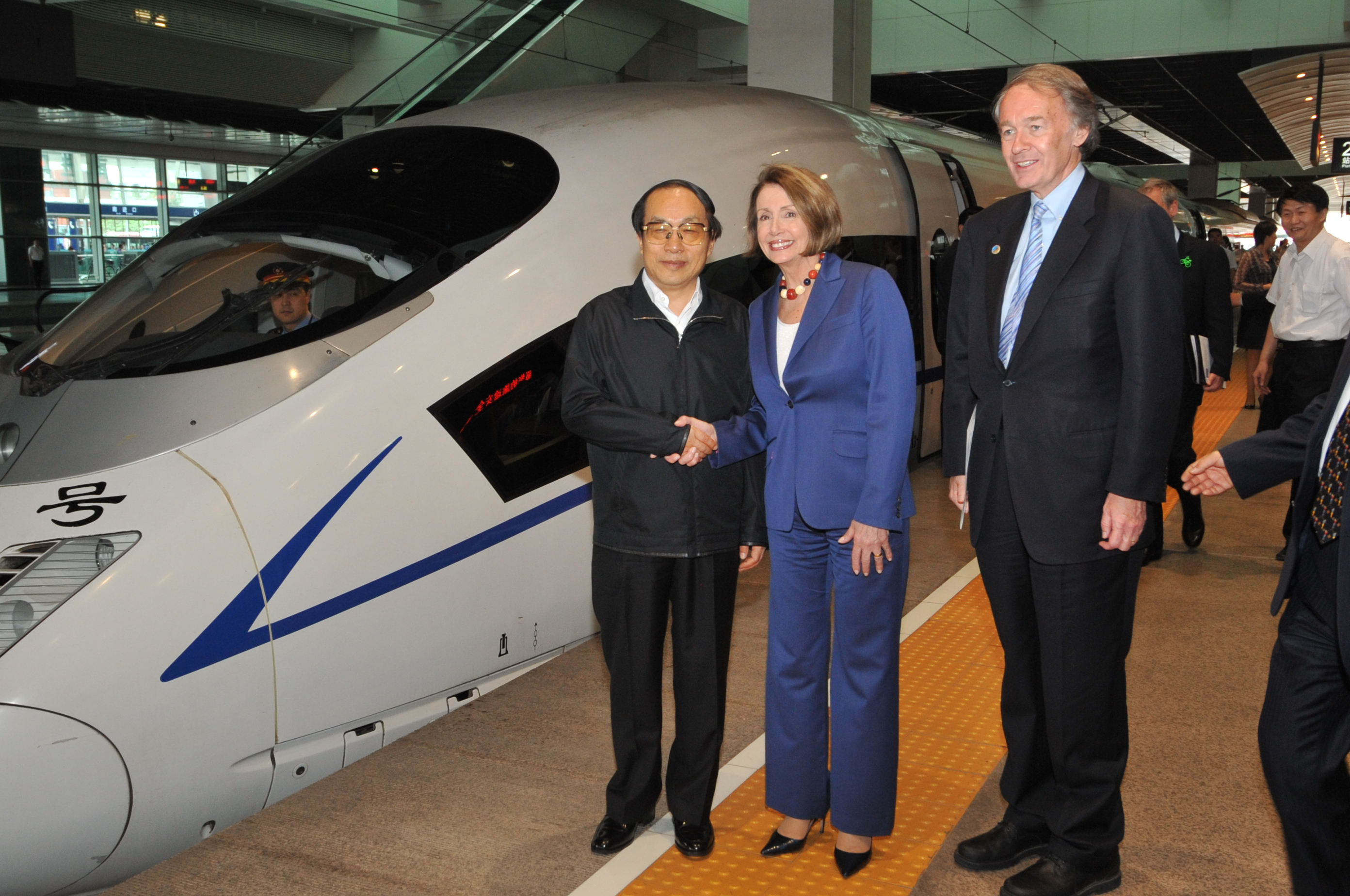
Министр железных дорог Китая Лю Чжицзюнь принимает членов американского конгресса, 2009 год

Программа строительства высокоскоростного железнодорожного транспорта в Китае является крайне капиталозатратной. Поэтому она в основном финансирутся за счет государственных банков Китая и государственных финансовых институтов, который ссужают деньги Министерству железнодорожного транспорта Китая и региональным властям. В период с 2006 по 2010 г. МЖД Китая через свой финансовый институт China Rail Investment Corp, взяла на себя финансовые обязательства общей суммой более 1 трлн китайских юаней (около 150 млрд долл. США в ценах 2010 г.) China Rail Investment Corp также частично прибегла к пополнению средств за счет частичного IPO. Весной 2010 г. China Rail Investment Corp продала 4,5 % долю в железнодорожной магистрали Пекин-Шанхай Банку Китая за 6,6 млрд юаней, а также 4,537 % долю — частным инвесторам на общую сумму 6 млрд юаней. В итоге за China Rail Investment Corp сохранилось 56,2 % в собственности на эту линию. По состоянию на 2010 г. облигации China Rail Investment Corp. оценивались инвесторами как относительно безопасные поскольку они обеспечены активами (железными дорогами), а также контролируются китайским правительством.
Огромные инвестиции в строительство сталкиваются с крупномасштабной коррупцией. В 2012 году по причине коррупции был арестован железнодорожный министр Лю Чжицзюнь
Большое капитальное предприятие, каковым является строительство столь обширной сети высокоскоростных железных дорог, нуждается в значительных доходах для обслуживания и выплачивания долгов за счет стоимости проезда и прочих источников дохода: рекламы, аренды и проч. Несмотря на значительный успех новых дорог у пассажиров и большой пассажиропоток, все построенные линии столкнулись с убытками в первые годы своего существования. К примеру, железная дорога Пекин-Тяньцзинь в первые два года перевезла около 41 млн пассажиров. Стоимость дороги составила 20 млрд. юаней, стоимость обслуживания составляет 1,8 млрд. юаней, включая 0,6 млрд, которые идут на выплату процентов по десятимиллиардному облигационному займу. В первый год эксплуатации с 1 августа 2008 — 31 июля 2009 дорога перевезла 18,7 млн пассажиров и получила выручку в 1,1 млрд.юаней, что привело к чистому убытку в 700 млн юаней. Во второй год было перевезено 22,3 млн пассажиров и выручка поднялась до 1,4 млрд юаней, но чистый убыток сохранился на уровне 500 млн юаней. Чтобы выйти на чистую прибыль эта дорога должна перевозить более 30 млн пассажиров в год. Это возможно, так как эта дорога имеет пропускную способность в 100 млн пассажиров в год., возврат кредитов требует 16 лет.
Министерство железнодорожного транспорта столкнется с пиком платежей по долгам в 2014 г. Некоторые экономисты предлагают повысить уровень субсидирования железных дорог, другие экономисты опасаются, что это приведет только к ухудшению ситуации. МЖД КНР в настоящее время предпринимает усилия по улучшению качества управления финансами новых железных дорог Китая.

## Перспективы технологий
Несмотря на конфликт с компанией Alstom из-за отказа последней передать перспективные технологии, позволяющие создавать поезда со скоростью до 500 км/ч, в декабре 2011 года производитель высокоскоростных поездов CSR Corp Ltd. представил шестивагонный поезд CTT500, способный развивать скорость до 500 км/ч и начал его испытания. Ожидался выход этих поездов на линии в 2013 году. Однако, из этого совершенно не следует, что до таких скоростей сразу поднимется и регулярное движение поездов, так как для этого необходимо строить пути с соответствующими радиусами поворотов и укладкой основания.
Сейчас самыми быстрыми поездами в Китае являются экспрессы CR400BF, эксплуатируемые со скоростью 350 км/ч и рассчитанные на максимальную скорость 400 км/ч. 
- CR450[англ.], который сможет разгоняться до 450 км/ч и будет эксплуатироваться со скоростью 400 км/ч — ожидается что разработка завершится в 2024 г., а сам поезд будет построен в «ближайшем будущем»[42].